# (22754) Olympus
(22754) Olympus est un astéroïde de la ceinture principale.

## Description
(22754) Olympus est un astéroïde de la ceinture principale. Il fut découvert le 26 novembre 1998 à Reedy Creek par John Broughton. Il présente une orbite caractérisée par un demi-grand axe de 3,13 UA, une excentricité de 0,07 et une inclinaison de 17,2° par rapport à l'écliptique.